# Расстрел осетинских беженцев на Зарской дороге
Расстрел осетинских беженцев на Зарской дороге (осет. Зары трагеди, груз. ძარის ტრაგედია) произошёл 20 мая 1992 года, когда на дороге через село Зар колонна беженцев из Южной Осетии была остановлена грузинскими боевиками и расстреляна в упор из автоматов. В колонне находились преимущественно старики, женщины и дети. В результате нападения погибло 36 человек (по другим данным — 33 человека).

## Ход событий
В ходе грузино-южноосетинского конфликта осетины стали покидать территорию Грузии.
20 мая 1992 года в сторону Северной Осетии направлялась колонна из грузовой и нескольких легковых машин, где ехали в основном старики, женщины и дети. В месте, где дорога через село Зар делает петлю в сторону грузинских сел Кехви и Курта, колонна была остановлена грузинскими боевиками, которые начали расстреливать людей. По словам оставшихся в живых, нападавшие открыли огонь, не предъявляя никаких требований и без предупреждения. Тело одного 11-летнего мальчика со смертельным ранением в спину было найдено в 50 метрах от машины, в которой он ехал, что дает основания предполагать, что его преследовали.

## Реакция и последствия
На следующий день чрезвычайная сессия Верховного совета Северной Осетии обратилась к генеральному секретарю ООН с требованием «остановить геноцид южных осетин Грузией». Расследовавшая этот инцидент Прокуратура Грузии на третий день следствия заявила, что осетинская сторона мешает следствию, препятствуя доступу следователей к трупам и месту происшествия, что дает основания полагать, что сами осетины «не заинтересованы в установлении истины».
Госсовет Грузии возложил вину на «врагов грузинского народа», а уполномоченный Грузии в Цхинвале Робинзон Тушурашвили высказал своё мнение, что во всём виноваты сторонники Гамсахурдия, которые всячески срывают стабилизацию обстановки в регионе.
В 1995 году правоохранительным органам Южной Осетии удалось арестовать в селе Тамарашени двоих человек грузинской национальности, которых обвиняли в участии в Зарском расстреле. Однако им удалось сбежать из цхинвальской тюрьмы.
В 2006 году министр внутренних дел ЮО М.Миндзаев сказал, что правоохранительные органы Грузии первое время негласно сотрудничали с осетинской стороной и, по его словам, к  тому времени «во многом благодаря этому сотрудничеству некоторые из преступников были уничтожены». По словам Г. Каркарашвили, подавшего в отставку после Зарской трагедии, но ставшего в 1993-1994 годах Министром обороны Грузии, с 1997-го по 2000 год (когда более-менее наладились отношения между грузинами и осетинами и открылась дорога в Лиахвском ущелье) осетины узнали фамилии причастных к этому расстрелу местных жителей. Насколько ему было известно, последовал акт возмездия: из двенадцати боевиков, расстрелявших пассажиров автобуса, четверо или шестеро были убиты.
Ежегодно 20 мая в Южной Осетии чтут «День памяти жертв грузинской агрессии». Представители Южной Осетии расценивают случай как акт геноцида против своего народа. В 2007 году в издательстве «Южная Алания» вышла брошюра «Зарская трагедия», посвященная событиям на Зарской дороге.